# Adam Elliot
Adam Elliot   (Berwick, 2 de gener de 1972) és un director, escriptor i productor independent de pel·lícules d’animació stop-motion australià, amb seu a Melbourne (Austràlia). Les seves pel·lícules han participat col·lectivament en més de seixanta festivals de cinema i han rebut més d'un centenar de premis, incloent-hi un premi Oscar de l’Acadèmia de les Arts i les Ciències Cinematogràfiques per Harvie Krumpet i cinc Annecy Cristals.
Elliot es considera un cineasta autor i cadascuna de les seves pel·lícules té una naturalesa agredolça. No es dedica a fer cinema comercial, sinó que treballa exclusivament en els seus propis projectes cinematogràfics. Basades en la seva família i amics, Elliot anomena a cadascuna de les seves obres una «clayography» (biografia amb plastilina animada). Cada pel·lícula triga fins a cinc anys a completar-se. Es destaca pel seu ús de les tècniques tradicionals «amb càmera», el que significa que cada conjunt i personatge és un objecte «real» realitzat en miniatura. Elliot no utilitza addicions digitals ni imatges generades per ordinador per millorar la seva estètica visual. La seva empresa, Adam Elliot Clayographies, produeix les pel·lícules i les tècniques de treball d'Elliot. Els seus films compten amb les veus de destacats actors, com Philip Seymour Hoffman, Toni Collette, Geoffrey Rush, Eric Bana, William McInnes, Barry Humphries i John Flaus. Elliot és igualment membre votant de l'Acadèmia de les Arts i les Ciències Cinematogràfiques, i el 1999 va ser guardonat amb Young Victorian of the Year 1999 per a Victòria.

## Biografia
Elliot es va criar a l'outback d'Austràlia en una granja de gambes amb el seu pare, Noel, un pallasso acrobàtic jubilat, la seva mare Valerie, una perruquera, i tres germans, Samantha, Luke i Joshua. Després de la fallida de la granja, el pare d'Elliot va traslladar la família a la ciutat de Melbourne, on va comprar una petita tenda de ferreteria. Elliot era un nen molt tímid però molt creatiu, i estava constantment dibuixant i fent coses a partir d'objectes trobats.
Va assistir a la Pinewood Primary State School, al barri de Mount Waverley, i després a Haileybury College (Keysborough), on va estudiar art, literatura anglesa, fotografia, dibuix i escultura. Al principi, Elliot volia ser veterinari, però no va obtenir la puntuació necessària per entrar a la universitat. En activitats extraescolars, Elliot era membre de la Highland Pipe Band de l'escola. També va estudiar actuació i, en el seu últim any, va obtenir l'honor més alt de l'escola, el A.G. Greenwood Trophy per una interpretació dramàtica com el Dr. Watson en l'aventura de Sherlock Holmes L'increïble assassinat del cardenal Tosca.
Nascut amb un tremolor fisiològic hereditari, Elliot va incorporar la seva discapacitat a la seva estètica visual, amb la seva obra que mostra línies desiguals i una sensació orgànica. Després de complir tretze anys, va passar cinc anys pintant samarretes a mà al Mercat de les Esplanades de St Kilda, Victoria.
El 1996 va obtenir un diploma de postgrau en cinema i televisió, especialitzat en animació, al Victorian College of the Arts. Allà va fer el seu primer curtmetratge stop-motion, Uncle, que va guanyar nombrosos premis de cinema i va participar en diversos festivals de cinema internacionals i locals. Des de llavors, en col·laboració amb l'Australian Film Commission, Screen Australia, Film Victoria (anteriorment Cinemedia) i el Special Broadcasting Service (SBS), Elliot ha realitzat quatre curtmetratges més (Cousin, Brother, Harvie Krumpet, i Ernie Biscuit) i un llargmetratge (Mary and Max).

## Uncle(1996)
Fet el 1996, el primer curtmetratge d'Elliot va ser creat al Victorian College of Arts sota la tutela de Sarah Watt, Robert Stephenson i Ann Shenfield. Amb sis minuts de duració, Uncle (Oncle) va guanyar nombrosos premis internacionals, incloent-hi un premi de l'Australian Film Institute al millor curtmetratge d'animació australià. El curtmetratge va ser filmat amb una càmera Bolex de 16 mm usant tècniques de stop-motion totalment tradicionals, i editada en un Steenbeck, un sistema d'edició lineal obsolet. Aquestes tècniques tradicionals van ensenyar a Elliot un ofici que influiria en les seves obres posteriors i li proporcionaria un fort respecte a les pel·lícules artesanals. Fins a la data, es nega a aplicar efectes digitals a les seves obres malgrat les pressions econòmiques i estètiques. El pressupost per a Uncle va ser d'aproximadament 4.000 dòlars australians.
Uncle és mig biogràfic, sobre un oncle anònim explicat per un nebot anònim, narrat per William McInnes. Molt estàtica i minimalista, la història és impulsada per la narració i és un equilibri entre comèdia i tragèdia, humor i pathos. Usant arquetips forts, la història té un sentiment intemporal i universal.
Fins ara, la pel·lícula segueix sent popular als festivals de cinema (sovint com a part d'una retrospectiva d'Elliot). Aquest primer curtmetratge d'Elliot marca el to per totes les seves obres posteriors i és un punt de referència per al seu estil visual i estètic. La història està basada en la mateixa relació d'Elliot amb els seus vuit oncles, tot i les referències fàctiques, sempre fa èmfasi en la història; per a ell els fets reals mai no han de dictar la trama. En les entrevistes, sovint cita l'adagi popular, que «la veritat no s'ha d'entendre en una bona història».

## Cousin(1998)
Realitzat el 1997, Cousin (Cosí) va ser el primer film professional d'Elliot finançat per l'Australian Film Commission, SBS Independent i Film Victoria. Igual que amb Uncle, Elliot va triar un enfocament minimalista i una narració addicional per explicar un record molt senzill de la infància del personatge sobre la relació que tenia amb el seu cosí (basat en el seu cosí de la vida real) que té la paràlisi cerebral.
Com Uncle, Cousin té una paleta d'escala de grisos, però va ser rodada en color. Aquest curtmetratge va ser rodat en un petit magatzem en el suburbi de Moorabin, a Melbourne, en una instal·lació propietat del seu pare. Aquesta vegada, Elliot va utilitzar equips digitals AVID per editar el film rodat en pel·lícula de 16 mm. Cousin s'ha mostrat en molts festivals de cinema i va fer que Elliot guanyés el seu segon premi AFI a la millor animació australiana.
Narrada de nou per William McInnes, el pressupost per Cousin va ser de 42.000 dòlars australians.

## Brother(1999)
Gràcies a l'èxit dels seus dos primers curtmetratges, Brother (Germà) es va convertir en la conclusió natural del que actualment es coneix com a «trilogia». Finançat per l'Australian Film Commission i SBS Independent, aquest curtmetratge explora els records d'infància del germà d'Elliot. En diverses entrevistes, Elliot ha afirmat que és la seva obra més factual i autobiogràfica i que el germà és, de fet, ell mateix. Brother marca l'alçada de l'enfocament minimalista i estètic d'Elliot.
Aquest curtmetratge el va fer en un dormitori reservat d'un amic, sobre una botiga de falàfel en el suburbi bohemi de Fitzroy, Melbourne. Elliot estableix normes estrictes per a ell mateix: el curtmetratge s'havia de fer d'una manera completament analògica amb una quantitat limitada d'eines i equips. D'acord amb els seus ideals puristes, el va editar en Steenbeck, rebutjant l'oferta d'ús d'un ordinador. Igual que els dos capítols anteriors de la trilogia, Brother va ser narrat per William McInnes.
Va viatjar a nombrosos festivals internacionals, guanyant dos premis AFI: per al millor curtmetratge d'animació d'Austràlia i pel millor curtmetratge australià. El pressupost per Brother va ser de 52.000 dòlars australians.

## Harvie Krumpet(2003)
Aquest curtmetratge de 23 minuts de durada va marcar la lenta aventura d'Elliot en el color i l'establiment d'estructures molt més complexes, més llargues i dinàmiques. Tot i que va seguir utilitzant l'ús d'un narrador per conduir la història, la seva animació es va tornar més dinàmica i les històries més complexes. Com Cousin, aquest curtmetratge es va fer al petit magatzem del seu pare i va ser la primera vegada que Elliot va comptar amb una assistència substancial d'un productor a temps complet, Melanie Coombs, i dos assistents de fabricants de models, Michael Bazeley i Sophie Raymond. També va utilitzar les habilitats mentals de Darren Burgess, un experimentat animador d'Adelaida.
Es va trigar un any per a fer el curtmetratge, amb una Bolex de súper 16 mm modificada, i va ser la primera vegada que Adam va utilitzar un nou programari digital que el va ajudar a visualitzar els fotogrames capturats. Aquest nou programari ha revolucionat des de llavors l'animació stop-motion, de manera que els animadors ja no han d'esperar als dailies i poden veure el seu treball reproduït en temps real immediatament després de realitzar els fotogrames. Ja no han d'animar a cegues. De mitjana, Elliot va filmar entre cinc i deu segons de metratge per dia. El pressupost del curtmetratge va ser de 377.000 dòlars australians; va ser narrat per l'actor guanyador del premi Oscar, Geoffrey Rush, amb veus de personatges de Kamahl, John Flaus i Julie Forsythe.
El 2004, el curtmetratge va guanyar un premi Oscar al millor curtmetratge. Harvie Krumpet ha participat en més de 100 festivals de cinema i ha guanyat més de quaranta guardons. El 2005 va ser nomenada com un dels 100 millors curtmetratges d'animació de tots els temps per la junta directiva del festival d'animació més gran del món a Annecy, França.

## Mary and Max(2009)
El primer llargmetratge d'Elliot es va estrenar al Festival de Cinema de Sundance el gener de 2009 i va ser la primera pel·lícula d'animació i primera pel·lícula australiana en els 25 anys de la història del festival.
La pel·lícula de 92 minuts es va fer a Melbourne, la ciutat natal d'Elliot, i va trigar cinc anys a completar-se amb un cost de 8.300.000 de dòlars australians. El projecte va requerir un equip de més de 120 persones i un equip de 6 animadors que van rodar contínuament durant 57 setmanes. Per a la narració, Elliot va emprar els serveis de l'icònic còmic i artista Barry Humphries. La veu de Max va ser la de Philip Seymour Hoffman, la veu de Mary la de Toni Collette, i la veu de Damian la d'Eric Bana. Molly Meldrum i Renee Geyer van proporcionar veus de cameo. Elliot es va decidir que la veu de Mary de jove havia de ser la d'una veritable noia de vuit anys i, després d'audicionar a més de 40 actrius, finalment va triar Bethany Whitmore.
Del 2 de març fins al 6 de juny de 2010, Mary i Max es van presentar en una exposició gratuïta al Australian Centre for the Moving Image (ACMI). Mary and Max: The Exhibition va proporcionar una visió de fons de la realització de la pel·lícula. Els articles inclosos van incloure els models de personatges, vestits, guions il·lustrats, objectes (miniatures meticulosament elaborades, màquines d'escriure, bombetes) i imatges dels animadors en durant el treball. La pel·lícula està actualment inclosa en l'IMDb com una de les millors 250 pel·lícules més valorades de tots els temps.

## Ernie Biscuit(2015)
La clayografia més actualitzada d'Elliot, Ernie Biscuit, és un curtmetratge animat stop-motion de 20 minuts en blanc i negre que explora la vida d'un taxidermista parisenc.
En un estil semblant al seu Harvie Krumpet guanyador del premi de l'Acadèmia, aquest curtmetratge és una biografia agredolça que té elements còmics i tràgics. Per primera vegada, Elliot va explorar temes més forts de l'amor, i l'estil general és bastant dinàmic i ràpid. És més lleuger que els altres curtmetratges i és narrat per John Flaus, que va posar la veu a pel·lícules anteriors d'Elliot (Harvie Krumpet, Mary and Max, i Uncle).
El curtmetratge ha sigut seleccionat en la competició oficial del Festival Internacional de Cinema d'Animación d'Annecy, i es va estrenar a Europa el juny de 2015. Ernie Biscuit va guanyar el premi al millor curtmetratge en els 5è Premis AACTA.